# Draft 1988 de la NFL
1987 1989
La draft 1988 de la NFL est la 53e draft NFL de la National Football League, permettant aux franchises de football américain de sélectionner des joueurs universitaires éligibles pour jouer professionnels. Le repêchage a eu lieu les 24 et 25 avril 1988, au New York Marriott Marquis de New York. Avec le premier choix de sélection, les Falcons d'Atlanta sélectionnent le linebacker Aundray Bruce des Tigers d'Auburn. Les sélections de Tim Brown par les Raiders de Los Angeles et de Michael Irvin par les Cowboys de Dallas comptent parmi les principaux choix réussis en début de draft.

## Draft
La Draft se compose de 12 tours, qui permettent 28 choix chacun (soit un par équipe en principe).
L'ordre des franchises est normalement décidé pour chaque tour par leurs résultats au cours de la saison précédente : plus une équipe réussit sa saison, plus son choix de draft sera tardif, et inversement. Par exemple, les Falcons d'Atlanta, avec le pire bilan de la saison 1987 avec 3 victoires contre 12 défaites, obtiennent le premier choix de draft et le premier choix de chaque tour. À l'inverse les Redskins de Washington, vainqueurs du Super Bowl XXII et donc champions en titre, obtiennent le dernier choix de chaque tour.
Les choix de draft peuvent aussi être échangés entre les équipes, contre d'autres choix de draft ou même des joueurs, ce qui explique que certaines franchises aient plusieurs choix ou même aucun durant un tour.
Les franchises peuvent enfin recevoir des choix de compensations en fin de tour, qui permettent à des équipes ayant perdu plus de joueurs qu'ils ne pouvaient en acquérir à l'inter-saison d'effectuer une sélection supplémentaire.
Légende :
- ° : Intronisé au Pro Football Hall of Fame
- † : Joueur sélectionné pour le Pro Bowl

### 1ertour
Les joueurs choisis au premier tour :
| Choix | Équipe                             | Joueur                 | Position         | Université                       | Notes                     |
| ----- | ---------------------------------- | ---------------------- | ---------------- | -------------------------------- | ------------------------- |
| 1     | Falcons d'Atlanta                  | Aundray Bruce          | Linebacker       | Tigers d'Auburn                  |                           |
| 2     | Chiefs de Kansas City              | Neil Smith †           | Defensive end    | Cornhuskers du Nebraska          | Lions → Chiefs,           |
| 3     | Lions de Détroit                   | Bennie Blades (en) †   | Safety           | Hurricanes de Miami              | Chiefs → Lions            |
| 4     | Buccaneers de Tampa Bay            | Paul Gruber †          | Offensive tackle | Badgers du Wisconsin             |                           |
| 5     | Bengals de Cincinnati              | Rickey Dixon           | Cornerback       | Sooners de l'Oklahoma            |                           |
| 6     | Raiders de Los Angeles             | Tim Brown °            | Wide receiver    | Fighting Irish de Notre-Dame     | [ Note 2 ]                |
| 7     | Packers de Green Bay               | Sterling Sharpe †      | Wide receiver    | Gamecocks de la Caroline du Sud  |                           |
| 8     | Jets de New York                   | Dave Cadigan (en)      | Offensive guard  | Trojans d'USC                    |                           |
| 9     | Raiders de Los Angeles             | Terry McDaniel (en) †  | Cornerback       | Volunteers du Tennessee          | Rams → Oilers, → Raiders, |
| 10    | Giants de New York                 | Eric Moore (en)        | Offensive guard  | Hoosiers de l'Indiana            |                           |
| 11    | Cowboys de Dallas                  | Michael Irvin °        | Wide receiver    | Hurricanes de Miami              | [ Note 3 ]                |
| 12    | Cardinals de Phoenix               | Ken Harvey (en) †      | Linebacker       | Golden Bears de la Californie    |                           |
| 13    | Eagles de Philadelphie             | Keith Jackson (en) †   | Tight end        | Sooners de l'Oklahoma            | [ Note 4 ]                |
| 14    | Rams de Los Angeles                | Gaston Green (en) †    | Running back     | Bruins d'UCLA                    | Bills → Rams,             |
| 15    | Chargers de San Diego              | Anthony Miller (en) †  | Wide receiver    | Volunteers du Tennessee          |                           |
| 16    | Dolphins de Miami                  | Eric Kumerow (en)      | Linebacker       | Buckeyes d'Ohio State            |                           |
| 17    | Patriots de la Nouvelle-Angleterre | John Stephens (en) †   | Running back     | Demons de Northwestern State     | [ Note 5 ]                |
| 18    | Steelers de Pittsburgh             | Aaron Jones (en)       | Defensive end    | Colonels d'Eastern Kentucky (en) |                           |
| 19    | Vikings du Minnesota               | Randall McDaniel °     | Offensive guard  | Sun Devils d'Arizona State       | [ Note 6 ]                |
| 20    | Rams de Los Angeles                | Aaron Cox (en)         | Wide receiver    | Sun Devils d'Arizona State       | Colts → Rams              |
| 21    | Browns de Cleveland                | Clifford Charlton (en) | Linebacker       | Gators de la Floride             |                           |
| 22    | Oilers de Houston                  | Lorenzo White (en) †   | Running back     | Spartans de Michigan State       |                           |
| 23    | Bears de Chicago                   | Brad Muster (en)       | Fullback         | Cardinal de Stanford             |                           |
| 24    | Saints de La Nouvelle-Orléans      | Craig Heyward (en) †   | Fullback         | Panthers de Pittsburgh           |                           |
| 25    | Raiders de Los Angeles             | Scott Davis (en)       | Defensive tackle | Fighting Illini de l'Illinois    |                           |
| 26    | Broncos de Denver                  | Ted Gregory (en)       | Nose tackle      | Orange de Syracuse               |                           |
| 27    | Bears de Chicago                   | Wendell Davis (en)     | Wide receiver    | Tigers de LSU                    | Redskins → Bears,         |

#### Échanges1ertour
1. ↑    1. 2 Kansas City échange ses choix de premier (3e) et deuxième tours (29e) avec Détroit pour un choix de premier tour (2e).
2. ↑    1. 3 voir #2 Lions → Chiefs
3. ↑    1. 9 Les Oilers échangent les droits sur Jim Everett (en) avec les Rams contre  Kent Hill (en), William Fuller (en), des choix de premier (20e) et cinquième tours (133e) de la draft 1987 et un choix de premier tour en 1988 (9e).
4. ↑    1. 9 Oakland envoie Sean Jones (en) et des choix de deuxième (48e) et troisième tours (60e) à Houston pour des choix de premier (9e), troisième (74e) et quatrième tours (102e).
5. ↑    1. 14 Échange à trois équipes (Colts, Rams et Bills)

Indianapolis échange les droits du linebacker Cornelius Bennett, leur choix de premier tour de 1987 qu’il n’avait pas pu signer, avec Buffalo pour le linebacker Greg Bell (en) ainsi que les choix de premier tour des Bills en 1988 (14e) et 1989 (26e) et leur choix de deuxième tour en 89 (53e). Les Colts ont ensuite envoyé tout ce qu’ils ont reçu de Buffalo, ainsi que leur propre choix de premier tour en 1988 (20e), leurs choix de deuxième tour en 1988 (47e) et en 89 (45e) et le running back Owen Gill (en), aux Rams de Los Angeles, qui envoient Eric Dickerson à Indianapolis.
6. ↑    1. 20 voir #14 Bills → Rams
7. ↑    1. 27 Chicago reçoit les choix de premier tour des drafts de 1988 et 1989 de Washington en compensation du recrutement de l'agent libre Wilber Marshall (en).

### Joueurs notables sélectionnés dans les tours suivants
| Choix | Équipe                             | Joueur                    | Position           | Université                          | Notes                       |
| ----- | ---------------------------------- | ------------------------- | ------------------ | ----------------------------------- | --------------------------- |
| 29    | Lions de Détroit                   | Chris Spielman (en) †     | Linebacker         | Buckeyes d'Ohio State               | Chiefs → Lions              |
| 30    | Eagles de Philadelphie             | Eric Allen (en) †         | Cornerback         | Sun Devils d'Arizona State          | Buccaneers → Eagles,        |
| 31    | Bengals de Cincinnati              | Ickey Woods (en) †        | Running back       | Rebels d'UNLV                       |                             |
| 36    | Giants de New York                 | John Elliott †            | Offensive tackle   | Wolverines du Michigan              |                             |
| 39    | 49ers de San Francisco             | Pierce Holt (en) †        | Defensive tackle   | Rams d'Angelo State (en)            | Eagles → Bucaneers → 49ers, |
| 40    | Bills de Buffalo                   | Thurman Thomas °          | Running back       | Cowboys d'Oklahoma State            | [ Note 7 ]                  |
| 41    | Cowboys de Dallas                  | Ken Norton Jr. †          | Linebacker         | Bruins d'UCLA                       |                             |
| 44    | Steelers de Pittsburgh             | Dermontti Dawson °        | Centre             | Wildcats du Kentucky                | [ Note 8 ]                  |
| 49    | Seahawks de Seattle                | Brian Blades (en) †       | Wide receiver      | Hurricanes de Miami                 |                             |
| 50    | Browns de Cleveland                | Michael Dean Perry (en) † | Defensive tackle   | Tigers de Clemson                   |                             |
| 55    | Redskins de Washington             | Chip Lohmiller (en) †     | Kicker             | Golden Gophers du Minnesota         |                             |
| 63    | Jets de New York                   | Erik McMillan (en) †      | Safety             | Tigers du Missouri                  |                             |
| 68    | Cardinals de Phoenix               | Tom Tupa †                | Quarterback/Punter | Buckeyes d'Ohio State               |                             |
| 72    | Oilers de Houston                  | Greg Montgomery (en) †    | Punter             | Spartans de Michigan State          | Chargers → Oilers,          |
| 73    | Dolphins de Miami                  | Ferrell Edmunds (en) †    | Tight end          | Terrapins du Maryland               |                             |
| 74    | Jets de New York                   | James Hasty (en) †        | Cornerback         | Cougars de Washington State         | Oilers → Raiders → Jets,    |
| 76    | Colts d'Indianapolis               | Chris Chandler †          | Quarterback        | Huskies de Washington               |                             |
| 80    | 49ers de San Francisco             | Bill Romanowski †         | Linebacker         | Eagles de Boston College            |                             |
| 89    | Packers de Green Bay               | Chuck Cecil (en) †        | Safety             | Wildcats de l'Arizona               |                             |
| 125   | Oilers de Houston                  | Cris Dishman (en) †       | Cornerback         | Boilermakers de Purdue              | Chargers → Oilers           |
| 239   | Dolphins de Miami                  | Jeff Cross (en) †         | Offensive tackle   | Tigers du Missouri                  |                             |
| ND    | Browns de Cleveland                | Tony Jones (en) †         | Running back       | Catamounts de Western Carolina (en) |                             |
| ND    | Patriots de la Nouvelle-Angleterre | Jeff Feagles †            | Running back       | Hurricanes de Miami                 |                             |
| ND    | Seahawks de Seattle                | Rufus Porter (en) †       | Running back       | Jaguars de Southern (en)            |                             |

#### Échanges tours suivants
1. ↑    1. 29 voir #2 Lions → Chiefs
2. ↑    1. 30 Philadelphie échange ses choix de deuxième (39e) et quatrième tours (83e) avec Tampa Bay pour un choix de deuxième tour (30e).
3. ↑    1. 39 voir #30 Buccaneers → Eagles
4. ↑    1. 39 San Francisco échange ses choix de deuxième (53e) et quatrième tours (107e) avec Tampa Bay pour un choix de deuxième tour (39e).
5. ↑    1. 72 Houston échange son choix de troisième tour (60e) avec San Diego pour des choix de troisième (72e) et cinquième tours (125e).
6. ↑    1. 74 voir #9 Oilers → Raiders
7. ↑    1. 74 Les Jets échangent leurs choix de quatrième (90e) et cinquième tours (131e) avec les Raiders pour un choix de troisième tour (74e).
8. ↑    1. 125 voir #72 Chargers → Oilers

### Draft supplémentaire
Une draft supplémentaire a lieu le 2 septembre 1988. Pour chaque joueur sélectionné dans la draft supplémentaire, l’équipe perd son choix lors de ce tour dans la draft de la saison suivante. Les Vikings du Minnesota ont décidé de faire un choix de huitième tour.
| Tour | Équipe               | Joueur           | Position      | Université                      | Note |
| ---- | -------------------- | ---------------- | ------------- | ------------------------------- | ---- |
| 8    | Vikings du Minnesota | Ryan Bethea (en) | Wide receiver | Gamecocks de la Caroline du Sud | ,    |